# دولت دوازدهم جمهوری اسلامی ایران
دولت دوازدهم جمهوری اسلامی ایران توسط حسن روحانی تشکیل شده است. این دولت از تاریخ ۱۲ مرداد ۱۳۹۶ الی ۱۲ مرداد ۱۴۰۰ به فعالیت پرداخت و دولت سیزدهم با رئیس جمهوری سید ابراهیم رئیسی جایگزین آن شد.

## عملکرد
به گفته سایت روحانی سنج در طول هشت سال به ۱۲ وعده به‌طور ناقص عمل کرد و تنها به ۸ وعده به درستی عمل کرد. یعنی در اصل وی به ۸۰ درصد وعده‌های خود عمل نکرد. خروج آمریکا از برجام و به وجود آمدن تحریم‌ها علیه ایران باعث بروز معضلات اقتصادی از جمله رشد بسیار بالای نرخ ارز، تورم ۳۶ درصدی و دلار ۲۷ هزار تومانی شد. همچنین در دوران او مواجه شد با اعتراضات دی ۱۳۹۶، اعتراضات ۱۳۹۷، اعتصابات سراسری ۱۳۹۸–۱۳۹۷، اعتراضات آبان ۱۳۹۸ و اعتراضات ۱۴۰۰ که بخش عمده ای از آن حاصل بدقولی و ناتوانی این دولت و بحران اقتصادی ۱۳۹۹–۱۳۹۷ ایران بود. مخصوصاً که در دوران خروج آمریکا از برجام، و فشار حداکثری میزان فسادهای مالی بسیار افزایش یافت که این نیز عامل ضربه شدیدی به اقتصاد شد، البته اکثر این فسادها شناسایی شدند، اما دوره ای که شناسایی شدند که کارشان تمام شده بود.
همچنین دنیاگیری کووید-۱۹ در ایران در دوران او اتفاق افتاد که کوتاهی دولت باعث سه رقمی شدن قربانیان شد.

## سرپرستان وزارتخانه‌ها
در دولت دوازدهم جمهوری اسلامی ایران، تاکنون نه مرتبه وزارتخانه‌ها با سرپرست اداره شده‌اند. در این میان وزارت جهاد کشاورزی با ۱۳۶ روز، وزارت صنعت، معدن و تجارت با بیش از ۹۰ روز، وزارت آموزش و پرورش با ۸۶ روز، وزارت تعاون، کار و رفاه اجتماعی با ۷۷ روز و وزارت نیرو و وزارت علوم، تحقیقات و فناوری با ۶۹ روز توسط سرپرست اداره شده‌اند. در مجموع وزارتخانه‌های دولت دوازدهم تاکنون ۵۳۰ روز توسط سرپرست اداره شده‌اند.
| شماره | نام سرپرست            | وزارت‌خانه                                | سابقه وزارت | آغاز کار         | پایان کار       | معرفی به مجلس | تداوم وزارت |
| ----- | --------------------- | ---------------------------------------- | ----------- | ---------------- | --------------- | ------------- | ----------- |
| ۱     | ستار محمودی           | وزارت نیرو                               | نه          | ۲۹ مرداد ۱۳۹۶    | ۷ آبان ۱۳۹۶     | نه            | نه          |
| ۲     | سید ضیاء هاشمی        | وزارت علوم، تحقیقات و فناوری             | نه          | ۲۹ مرداد ۱۳۹۶    | ۷ آبان ۱۳۹۶     | نه            | نه          |
| ۳     | انوشیروان محسنی بندپی | وزارت تعاون، کار و رفاه اجتماعی          | نه          | ۲۰ مرداد ۱۳۹۷    | ۵ آبان ۱۳۹۷     | نه            | نه          |
| ۴     | سید رحمت‌الله اکرمی    | وزارت امور اقتصادی و دارایی              | نه          | ۵ شهریور ۱۳۹۷    | ۵ آبان ۱۳۹۷     | نه            | نه          |
| ۵     | سید جواد حسینی        | وزارت آموزش و پرورش                      | نه          | ۱۹ خرداد ۱۳۹۸    | ۱۲ شهریور ۱۳۹۸  | نه            | نه          |
| ۶     | علی‌اصغر مونسان        | وزارت میراث فرهنگی، گردشگری و صنایع دستی | نه          | ۳۰ مرداد ۱۳۹۸    | ۱۲ شهریور ۱۳۹۸  | آری           | آری         |
| ۷     | عباس کشاورز           | وزارت جهاد کشاورزی                       | نه          | ۴ آذر ۱۳۹۸       | ۲۰ فروردین ۱۳۹۹ | نه            | نه          |
| ۸     | حسین مدرس‌خیابانی      | وزارت صنعت، معدن و تجارت                 | نه          | ۲۲ اردیبهشت ۱۳۹۹ | ۲۲ مرداد ۱۳۹۹   | آری           | نه          |
| ۹     | جعفر سرقینی           | وزارت صنعت، معدن و تجارت                 | نه          | ۲۵ مرداد ۱۳۹۹    | ۸ مهر ۱۳۹۹      | نه            | نه          |